# HeadRead
Le festival HeadRead est un festival littéraire international qui a lieu à Tallinn tous les ans, au mois de mai, et dure environ 5 jours.
Il est organisé par la société MTÜ HeadRead et l'Union des écrivains estoniens.

## Nom
HeadRead peut se lire "à l'anglaise" ("tête-lire") ou "à l'estonienne" ("bonnes lignes").

## Histoire

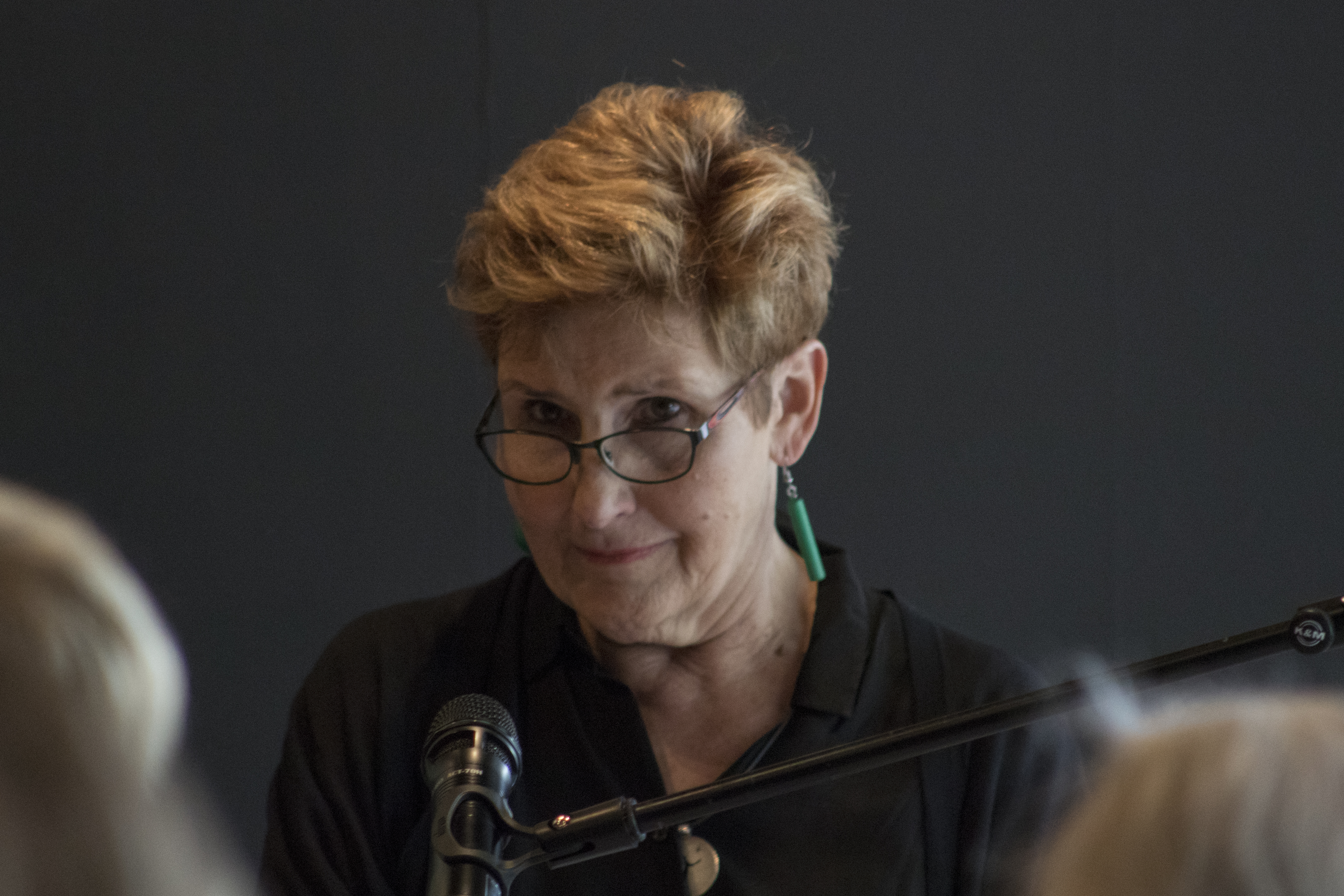
Krista Kaer au festival en 2019

L'idée du festival est née en 2008 entre deux traducteurs estoniens, Jan Kaus et Krista Kaer. La première édition a eu lieu en 2009 à Tallinn.
Chaque année le festival invite de nombreux auteurs internationaux et estoniens. Il peut s'agir de romanciers, nouvellistes, essayistes ou de poètes, et de nombreux genres littéraires sont représentés. Des groupes musicaux sont parfois également présents, notamment lors de performances aux côtés de poètes et d'auteurs jeunesse. Une "messe poétique" est organisée dans l'église Saint-Nicolas et une "discopoésie" dans un bar du centre de Tallinn.
En 2015-2016, le festival a reçu le label EFFE, récompensant les meilleurs festivals européens.
En 2019, une exposition photo a également été organisée à proximité de la vieille ville, afin de montrer les œuvres du photographe officiel du festival.
Les événements ont toujours été gratuits, à l'exception de la messe poétique, en raison de frais de location de la salle, ainsi que les séances de cinéma.

## Format
Le festival se veut être un festival intimiste qui permet aux auteurs d'exprimer leurs opinions concernant "leurs œuvres, leurs méthodes de travail et le monde en général".
Plusieurs types d'événements sont organisés par le festival. Les poètes participent à des lectures de leurs œuvres à divers endroits, et parfois à des performances musicales. Les auteurs de littérature pour enfants rencontrent leurs lecteurs lors de sessions de lecture et de discussion, parfois costumées,. Les romanciers, nouvellistes et essayistes sont généralement interviewés pendant 45 minutes par un auteur estonien du même genre littéraire, ou par leur propre traducteur en estonien. Des ateliers d'écriture sont également parfois organisés.
La plupart des événements ont lieu dans la salle de conférence de la Maison des écrivains, dans la vieille ville de Tallinn. Les lectures de poésie ont cependant lieu à d'autres endroits, notamment près du monastère dominicain et à la Bibliothèque nationale. Certains auteurs animent également des lectures et des rencontres avec des enfants au Centre de la littérature pour enfants,.
La scène principale, dans la Maison des écrivains, est décorée pour le festival par une équipe estonienne. 
Certaines interviews sont filmées par la télévision nationale estonienne (ETV) et retransmises. 

## Invités
Au fil des ans, les organisateurs ont choisi de ne pas réinviter les auteurs déjà venus (sauf exception). Les invités proviennent de nombreux pays, principalement européens, et sont souvent (mais pas toujours) anglophones. Parmi les plus grands noms associés au festival, on peut citer Margaret Atwood, Michel Faber, Donna Leon, Alessandro Baricco, Leïla Slimani, Ann Cleeves, Andreï Makine, Sofi Oksanen ou encore David Lagercrantz,,,,. L'ancien président estonien Toomas Hendrik Ilves a également participé en 2013. Pour la plupart d'entre eux, ils ont été invités lors d'autres festivals littéraires en Europe par un des membres du comité organisateur, et ont écrit un ouvrage récemment traduit ou publié en estonien.
Les organisateurs déclarent cependant qu'il n'y a pas d'invité d'honneur et que tous les invités sont traités de la même manière, avec le même temps de parole, quel que soit leur statut.

## Controverse financière
En 2011, Krista Kaer, l'une des organisatrices, a intégré le Conseil culturel estonien, chargé d'attribuer des fonds aux événements culturels. Son nom apparaît sur la liste des personnes ayant voté lors de l'approbation d'une subvention de 172 000€ au festival HeadRead, ce qui aurait contrevenu aux règles déontologiques. Toutefois, elle affirme n'avoir pas été présente lors de ces votes. Le président du conseil confirme cette version des faits.